# Mark O’Leary
Mark O’Leary (* 1969 in Cork) ist ein irischer Jazz- und Improvisationsmusiker (Gitarre, Komposition).

## Wirken
O’Leary wollte als Kind zunächst Schlagzeuger werden. Mit elf Jahren wendete er sich der Gitarre zu; frühe Einflüsse waren Louis Stewart und Rory Gallagher; später orientierte er sich an Terje Rypdal, Robert Fripp, Pat Martino und Derek Bailey.
O’Leary wurde nach einem Architekturstudium am Musicians Institute in Los Angeles ausgebildet. Er spielte mit Kenny Wheeler, tourte mehrfach als Mitglied von Paul Bleys Trio durch Europa und spielte mit Bill Bruford ebenso wie mit Jack DeJohnette, Peter Erskine, Joey Baron, Sunny Murray und Han Bennink. Die Veröffentlichung zahlreicher CDs zunächst in Triobesetzung, seit 2008 auch im Quartett hat zu seinem internationalen Durchbruch geführt. Des Weiteren bildete O’Leary mit Matthew Lux und John Herndon das Underground Jazz Trio. Er trat in 30 Ländern auf und konzertierte auch auf dem North Sea Jazz Festival. Er gilt für einige als der technisch begabteste und innovativste Gitarrist, den Irland hervorgebracht hat.
O’Leary ist auch ein elektronischer Komponist, der Klanglandschaften schafft, die als postindustrielles Ambient bezeichnet werden können, und er gilt als Multi-Genre-Komponist. Weiterhin hat er mit Günter Müller zusammengearbeitet und seine zeitgenössischen klassischen Kompositionen mit dem Cikada String Quartet aufgeführt.

## Diskographische Hinweise
- Signs (FMR Records 2003, mit Steuart Liebig und Alex Cline)
- Chamber Trio (Leo Records 2005, mit Mat Maneri und Matthew Shipp)
- Levitation (Leo Records 2005, mit Tomasz Stańko und Billy Hart)[4]
- Awakening (Leo Records 2006, mit Steve Swallow und Pierre Favre)
- Waiting (Leo Records 2007, mit Cuong Vu und Tom Rainey)[5]
- Atmos (FMR Records 2008, mit Stefan Pasborg)
- Ode to Albert Ayler (Ayler Records, 2009, mit Sunny Murray)
- Elektronische Musik (TIBProd 2014)